# Лопва (деревня)
Лопва — деревня в составе Юрлинского муниципального округа в Пермском крае.

## Географическое положение
Деревня находится в центральной части округа на расстоянии менее 3 километров на юго-запад от села Юрла.

## Климат
Климат умеренно - континентальный. Основные черты температурного режима: холодная продолжительная зима; прохладное лето; частые колебания погоды в весенне - летний периоды; резкие годовые и суточные колебания температуры воздуха. Наиболее холодный месяц – январь со среднесуточной температурой - 15,70 С, наиболее теплый – июль со среднемесячной температурой +17,60 С. Среднегодовая температура-0,80С-1,10 С. Продолжительность безморозного периода 110 дней. 

## История
В IX—XII вв. в окрестностях деревни Лопва проживали племена чуди. К северо-востоку от д. Лопва, на правом берегу р. Лопва существовало Лопвинское городище относящееся к Родановской культуре.Деревня известна с 1792 года, альтернативное название Матвеева. 
В 1990-х годах к  северу от деревни производилась попытка освоения месторождения торфов, были прорыты дренажные каналы, в   разработку торфяных месторождений вовлечено лишь 0,75 гектара.
До 2020 г деревня входила в состав Юрлинского сельского поселения Юрлинского района. После упразднения обоих муниципальных образования непосредственно входит в Юрлинский муниципальный округ.

## Население
Постоянное население составляло 133 человек (98% русские) в 2002 году,  83 человека в 2010 году.   